# ニューズ・コーポレーション
ニューズ・コーポレーション（News Corporation、略称: ニューズ・コープ、News Corp）は、メディア界の大物ルパート・マードックが運営・所有していたアメリカの多国籍マスメディア企業。タイムズ、ウォール・ストリート・ジャーナル、20世紀フォックス、フォックス放送など大手新聞・テレビ・映画会社などを傘下におさめていたオーストラリア発祥の世界的なメディア・コングロマリットだった。
2012年6月28日、創業者のルパート・マードックは、近年の不祥事に対する株主の懸念と、「より大きな長期的な株主価値を引き出す」ことを目的に、ニューズ・コーポレーションの資産を2つの上場企業にスピンオフ（分割）することを発表した。このスピンオフは2013年6月28日に正式に行われ、ニューズ・コーポレーションは21世紀フォックスと改名され、主にメディア事業を展開し、出版とオーストラリアの放送事業を担う新しいニューズ・コープが設立された。

## 概要
1979年にオーストラリアのアデレードで設立された。オーストラリア証券取引所（ASX）、NASDAQに上場しているほか、「主に英国以外で上場している海外会社（secondary listing）」としてロンドン証券取引所に上場していた。2004年11月12日にアメリカ合衆国デラウェア州で会社を再設立し、本拠をオーストラリアからアメリカ・ニューヨークに移した（本部は、ニューヨークの六番街〈アベニュー・オブ・アメリカス〉の、ロックフェラー・センター内）。
2005年6月30日までの一年間の収益は、238億5,900万ドルであった。これはニューズ・コーポレーションが少数派株主である事業（グループの中核事業である衛星放送のディレクTV、およびBスカイBを含む）からの収入は含まない。グループの売上の約70%はアメリカにおけるビジネスから上がっていた。

## 歴史
ニューズ・コーポレーションは1979年、ルパート・マードックがニューズ・リミテッドの持株会社として設立した。ニューズ・リミテッドは、ルパートが父である新聞王サー・キース・マードック (Sir Keith Murdoch) の死後、1952年に受け継いだ遺産を元手に創立した会社である。相続税の支払などで父のメディアグループはばらばらになり、ルパートの受け継いだ資産のうち主なものはアデレードの新聞、アデレード・ニュース（ザ・ニューズ）であったが、ニューズ・リミテッドはその後数年でオーストラリアの主要都市の新聞を買い取って拡張を続けていった。彼の経営手法は、赤字を出すなど財政基盤の弱い新聞を買収し、過激な経営強化と劇的な編集方針転換、ライバル紙との戦争開始といった方法で財政を立て直すことにあった。こうして得た豊富な資金を、彼は更なる買収に使用していった。
1964年には首都キャンベラでオーストラリア初の全国紙ジ・オーストラリアンを創刊、マードックはクオリティ・ペーパーの発行人として政治的影響力を強めるようになった。1972年にはシドニーのデイリー・テレグラフを買収、ニューズ・リミテッドをオーストラリアの三本の指に入るメディアグループへと成長させた。オーストラリア国外では、1969年に経営が傾いていたロンドンの新聞ザ・サンを買収、これを扇情的なタブロイド紙に変えて成功を収めた。1970年代にはニューズ・リミテッドはロンドンやニューヨークの雑誌や新聞に手を伸ばせるほどの勢力となり、1979年にはグループを新持株会社ニューズ・コーポレーションのもとに再編した。ニューズ・リミテッドは当初、オーストラリア労働党を支持する紙面づくりを行っていたが、1975年を境に自由党支持に転向し、イギリスでも労働党から保守党支持に転向した（これは新保守主義に極めて近い）。以後、グループは政治的には保守系を支持する論調を張っている。
1981年、ニューズ・コーポレーションはイギリスの名門紙タイムズを買収、ザ・サンなどとともにイギリスの子会社ニューズ・インターナショナルの傘下に置いた。1980年代半ばにはロンドン東部郊外のワッピングに大規模な新聞印刷工場を建設したが、これに反対する印刷組合との間で激しい衝突を起こしている（「ワッピング争議」。シティ・オブ・ロンドン#経済、インデペンデント#歴史なども参照）。
マードックは1973年にサンアントニオ・エクスプレスニュースを買い取り、アメリカにおける最初のメディア買収を行った。その後すぐスーパーマーケット売りのタブロイド紙・ナショナル・スターを創刊、1976年にはタブロイド紙ニューヨーク・ポストを買収した。1981年には映画会社の20世紀フォックスの半分を買収、1984年には残りの持分も買収した。
1985年には放送局グループのメトロメディアを買収、これがABC、NBC、CBSの三大ネットワークに続く合衆国第四の全国放送網の立ち上げの端緒となった。同年9月4日にマードックはアメリカの市民権を得て帰化し、合衆国国民のみがアメリカのテレビ局を所有できるとする法的要件を満たした。翌1986年にメトロメディアは営業を終え、FOXブロードキャスティング・カンパニーが設立された。略称の「FOX」の名で知られるこのネットワークは当初96局の放送局で全米の80%の世帯をカバーしていた。若者向けの路線や「コップス」などの実録番組で人気を博し、1993年にはCBSからNFL中継を引き抜くなどしたが全米での市場シェアは限られていた。1990年代半ば以降、全米各地の大手の放送局網を買収し、2000年の買収によって全米の96%以上の世帯をカバーし、三大ネットワークに並ぶ規模となっている。
1987年にはかつて父が所有し本拠としていたオーストラリアのザ・ヘラルドとウィークリー・タイムズの買収についに成功し、父のメディア王国を取り戻した。しかし1991年にはニューズ・コーポレーションが抱えた負債が膨らみ、マードックは1980年代半ばに買収したアメリカの雑誌事業の多くの売却に追い込まれた。この原因はマードックが作ったイギリスの衛星放送局スカイ・テレビジョンが放送開始後数年間で巨額の負債を出したことであり、彼はこれまで同様に他の事業の収益で新規事業の穴を補填しようとしたが負債額が多すぎ限界があった。1990年、ライバル社のブリティッシュ・サテライト・ブロードキャスティングをマードック側の条件によってスカイ・テレビジョンと合併させてブリティッシュ・スカイ・ブロードキャスティング（BスカイB）を成立させたことで補填を止めたが、この後遺症が1991年の事業売却につながっている。
1995年、アメリカ連邦通信委員会（FCC）は、オーストラリアを本拠とするマードックのニューズ・コーポレーションがFOXテレビを所有することは違法だと主張し、FOXテレビは精査の対象となった。しかし一方でマードック寄りだったFCCは、マードックがFOXテレビを所有することは公衆の利益にかなっていると述べている。同じく1995年、ニューズ・コーポレーションは大手電話・通信会社のMCIコミュニケーションズと共にインターネットにニュース・ウェブサイトを立ち上げると発表した。1995年には他にも保守系ニュース雑誌「ザ・ウィークリー・スタンダード」の創刊、オーストラリアでの有料放送「Foxtelペイ・テレビジョン・ネットワーク」創設などが続いた。
1996年にはニュース専門の24時間放送ケーブルテレビ放送局・FOXニュースを設立し、CNNのシェアに挑戦した。2000年代にはFOXニュースは「最も観られているケーブル・ニュース・チャンネル」を称するほど成長し、これには2001年のアメリカ同時多発テロ事件以降の不安な世相に愛国的報道がマッチした影響が強い。2004年の視聴率調査ではFOXニュースはケーブルニュース番組の視聴率トップ10のうち9番組を擁するまでになり、CNNを引き離している。
1999年、ニューズ・コーポレーションは、カイリー・ミノーグやガービッジを擁するオーストラリアの大手インディペンデント・レコード会社マッシュルーム・レコーズの半分近くを買収、ニューズ傘下のフェスティバル・レコーズと合併させフェスティバル・マッシュルーム・レコーズ（FMR）を設立し、オーストラリアの音楽業界における所有率を高めた。FMRはマードックの息子、ジェームズ・マードックが経営している。
2003年末、ニューズ・コーポレーションはアメリカ最大の衛星テレビ局・ディレクTVを経営するヒューズ・エレクトロニクス（ハワード・ヒューズの会社の後身。この後「ディレクTVグループ」に社名変更）の株式の34%を60億ドルでゼネラルモーターズから買収し、傘下におさめたが、2006年末、リバティメディアに譲渡することで合意している（後述）。
2007年、ニューズ・コーポレーションはウォールストリート・ジャーナルの発行元である出版社・ダウ・ジョーンズに対する買収を進めた。ウォールストリート・ジャーナル社員や他の経済メディアの間からは、ウォールストリート・ジャーナルが大衆路線のニューズ傘下に入ることに対する懸念の声が噴出したが、1903年にダウを買収したクラレンス・W・バロン (Clarence W. Barron) の子孫でダウ社に影響を持つバンクロフト家 (Bancroft family) との間で買収についての合意がなされた。買収額は56億ドルと見られている。
2012年、出版部門と娯楽部門に分割されることになった。ただし、議決権の4割はマードック一族が保有する。
2013年6月、出版事業を主とするニューズ・コープ（News Corp）と映画を含むエンターテインメント事業を主とする21世紀フォックス（21st Century Fox）に分社化された。

## 株式
2005年8月の時点で、マードックとその家族はニューズ・コーポレーションの株式の29%を所有しており、ルパート・マードックが会社を実効支配している。
ジョン・マローンが率いるリバティメディアは、1999年にFox/Liberty Network（FOXスポーツネットやFXを運営）の持ち分と引き替えにニューズ・コーポレーション株式8%を取得、2004年にはメリルリンチから株式を取得、17%まで所有比率を引き上げたが、ニューズ・コーポレーション側の同意なく行われたためポイズンピルを発動していた。結局、2006年末、リバティメディアが保有していたニューズ・コーポレーション株式16.1%とニューズ・コーポレーションが保有していたディレクTVグループ株式38.5%およびFOXスポーツネット加盟局3局などを交換することに合意した。
サウジアラビアの王子でありキングダム・ホールディング・カンパニーを率いる投資家、アルワリード・ビン・タラル・アル・サウードは6%から7%の株を持っているとされる。

## 日本での活動
日本では1996年にソフトバンクと組んでCS衛星放送プラットフォーム「JスカイB」計画を発表。その一環として、旺文社所有の全国朝日放送（現・テレビ朝日）の株式を取得、これを足がかりに日本の地上波テレビ局からのコンテンツ供給を目論むが、大株主である朝日新聞社の反発にあい売却した。
同年、ソフトバンクと共同でプラットフォーム会社のジェイ・スカイ・ビーを設立。翌1997年にはソニー、フジテレビジョンも加わる。JスカイBは1998年にパーフェクTV!を運営する日本デジタル放送サービス（現・スカパーJSAT）と合併し、スカイパーフェクTV!（現・スカパー!）のスカイサービスとなる。
また、1996年にはJスカイBへの番組供給会社としてスカイエンターテイメント（現在のジェイ・スポーツ・ブロードキャスティング（J SPORTS））に出資。1998年にはニューズ・ブロードキャスティング・ジャパン（現・ウォルト・ディズニー・ジャパン）を設立。最大10チャンネルを運営していたが、利用者の伸び悩みからFOXチャンネル・ナショナル ジオグラフィック チャンネルを残して撤退。他社への出資のうち、スター・チャンネルを除く、スカイパーフェクト・コミュニケーションズ（当時）やJ SPORTS、日本映画衛星放送、スペースシャワーネットワーク（Channnel [V]事業を同社に承継した際に9.9%の株式を取得）の株式は他社に売却した。
近年になって再びチャンネル数拡大の動きがあり、2005年12月にはFOXライフHD（現・FOXライフ）、2006年10月にはサスペンスシアター FOXCRIMEを開局。2007年4月にはIMAGICA TVよりホラーTV（現・FOXムービー）、2008年4月にはダイネン企画よりGLC24時間英会話ch（「Baby TV こどもえいごチャンネル」に名称変更）の運営を譲受。2009年4月には、スカパー!e2でFOXプラス（FOXライフ、FOXCRIME、FOXムービーの混合編成）を開局している。

## 関連企業（2013年以前）
前述の分社化により、出版関連事業は主に新しく誕生したニューズ・コーポレーション、映画を含むエンターテインメント関連事業は主に21世紀フォックスの傘下となっている。なお、衛星放送のFoxtelやFOXスポーツ・オーストラリアはニューズ・コープ・オーストラリア（ニューズ・コーポレーション傘下）に含まれ、21世紀フォックスの傘下ではない。また、この他にインターネットサービスのMySpaceなど、出版事業と直接関わりがないものでもニューズ・コーポレーションによって所有されている場合がある。

### 出版
- ハーパーコリンズ
- ReganBooks
- Zondervan

### 新聞
- オーストラリアの新聞
  - ザ・ヘラルドサン（The Herald Sun）（ビクトリア州）
  - デイリー・テレグラフ（The Daily Telegraph）（ニューサウスウェールズ州）
  - クーリエ・メイル（The Courier-Mail）（クイーンズランド州）
  - The Advertiser（南オーストラリア州）
  - The Mercury（タスマニア州）
  - サンデー・タイムズ（The Sunday Times）（西オーストラリア州）
  - Northern Territory News（ノーザンテリトリー）
  - ジ・オーストラリアン（The Australian）（全国紙）
- イギリス の新聞（News International Ltd.）
  - タブロイド紙（News Group Newspapers Ltd.）
    - ザ・サン（The Sun）
    - サンデータイムズ（The Sunday Times）（週刊、日曜紙）
    - ニュース・オブ・ザ・ワールド（The News of the World）（廃刊）

  - 一般紙（Times Newspapers Ltd.）
    - タイムズ（The Times）
    - The Times Education Supplement
    - The Times Literary Supplement
- アメリカ の新聞、雑誌
  - ニューヨーク・ポスト（New York Post）
  - ウォールストリート・ジャーナル（The Wall Street Journal）

### 雑誌
- InsideOut
  - SmartSource
  - TVガイド（TV Guide） - 発行元であるジェムスターテレビガイド社の株式を4割程度保有。
  - Weekly Standard

### 音楽
- Mushroom Festival Records
  - Festival Records
- MySpace Records

### スポーツ
- ナショナル・ラグビー・リーグ（National Rugby League） - オーストラリアおよびニュージーランドのラグビーリーグ（50%保有）。

### 映画・テレビ制作
- Fox Entertainment Group - 映画・テレビ事業を統括する持株会社。
- 20世紀フォックス - 映画会社・映画スタジオ。
- フォックス・サーチライト・ピクチャーズ - インディーズ系映画会社。
- Fox Television Studios
- Fox Studios Australia - シドニーにある映画撮影スタジオ。
- Fox Studios Baja - メキシコ、バハカリフォルニア州のロザリトにあるスタジオ。
- ブルースカイ・スタジオ

### テレビ
- Fox Broadcasting Company（FOX） - アメリカのテレビネットワーク。
- My Network TV - アメリカのテレビネットワーク。
- Fox Television Stations Group - FOXの放送局を所有・管理するグループ。
- bTV - ブルガリアのテレビネットワーク。
- b1TV - ルーマニアのテレビネットワーク、S.C. NEWS ROMANIA S.A.との共同事業。
- Fox Televizija - セルビアのテレビネットワーク。
- ANTV - インドネシアの民放テレビ局。
- TGRT - トルコの地上波テレビ局。
- Imedi Media Holding - グルジアのラジオ・テレビ局（部分所有）。

### 衛星放送
- BスカイB - 現在のSky UK。イギリスの衛星テレビ局。
- Foxtel - オーストラリアの衛星テレビ局。
- Sky Italia - イタリアの衛星テレビ局。
- スター（Satellite Television for Asian Region） - アジア全域の衛星テレビ局。
- Tata Sky - インドの衛星テレビ局。タタ財閥との共同事業（20%保有）。

### ケーブルテレビ局
- FOXニュース - 24時間ケーブルニュース・チャンネル。
- FOXスポーツネット - 地域単位のスポーツを放送するチャンネル。全国系とも繋がっている。「FOXスポーツ・サウスウエスト」、「FOXスポーツ・ベイエリア」など。
- Fox Soccer Channel - サッカーに特化した、北米のデジタルケーブルネットワーク。「Fox Sports World」として北米以外で行われるスポーツの放送を広く行っていたが、2006年以降はサッカーのみとなり名も変えている。
- Fox Sports en Español - 北米向け、スペイン語によるスポーツチャンネル。ヒスパニック系向けのラインナップも。
- FOXカレッジスポーツ - 大学スポーツ専門チャンネル。
- FOXムービーチャンネル - 20世紀フォックスの映画ライブラリから選んだ映画を専門に放送するチャンネル。
- FOXリアリティ - リアリティ番組の専門チャンネル。
- FX Networks - 他のチャンネルで放送された番組の再放送を実施。最近は自局制作も行う。The Shield はエミー賞を受賞。
- ナショナル ジオグラフィック チャンネル
- スピードチャンネル
- Sky One - イギリスBスカイBの総合チャンネル。
- Sky News - 24時間ニュースチャンネル。
- Sky Sports - スポーツチャンネル。
- Sky Movies - 映画専門チャンネル。
- Sky Box Office - オン・デマンドによる映画専門チャンネル。

### インターネット
- MySpace - ソーシャル・ネットワーキング・サービス。インターミックス・メディアの子会社、インターミックス・メディア社買収により入手（5%保有）。
- Grab.com - ゲーム等。インターミックス・メディアの子会社、インターミックス・メディア社買収により入手。
- IGN Entertainment - インターネット娯楽ポータルサイト。IGN、GameSpy、Rotten Tomatoes、Askmen.comを含む。
- News.com.au - オーストラリア向けニュースサイト。
- What if Sports.com
- Scout.com
- Sibeliusmusic.com

### その他
- NDSグループ - Conditonal access technology （限定受信システム）。
- アンセット・オーストラリア航空 - かつて存在したオーストラリアの大手航空会社。1979年にTNTと共同で買収し、1996年にTNTが持株分をニュージーランド航空に売却した後も出資を続けていたが、2000年2月にニュージーランド航空に持株分を売却して撤退した。なお、アンセットは2001年9月に経営破綻し、2011年に清算を完了している。